# Euplassa pinnata
Euplassa pinnata es una especie de planta con flor en la familia de las Proteaceae. Es endémica de Perú, donde se encuentra en los bosques submontanos a unos 3,500 m s. n. m.

## Taxonomía
Euplassa pinnata fue descrita por (Lam.) I.M.Johnst. y publicado en Contributions from the Gray Herbarium of Harvard University 73: 42. 1924.
Sinonimia
- Adenostephanus guyanensis Meisn.
- Euplassa meridionalis Salisb. ex Knight
- Roupala pinnata (Ruiz & Pav.) Diels
- Roupala pinnata Lam. basónimo[3]